# Achse des Bösen (Kosmologie)
Die „Achse des Bösen“ bezeichnet einen scheinbaren Zusammenhang zwischen der Bahnebene des Sonnensystems und Aspekten der kosmischen Mikrowellenhintergrundstrahlung (CMB). Ein solcher Zusammenhang würde der Ebene des Sonnensystems und damit der Position der Erde eine größere Bedeutung verleihen, als man durch Zufall erwarten würde. Dieses Ergebnis wurde als möglicher Beleg für eine Abweichung vom kopernikanischen Prinzip aufgeführt. Eine Studie aus dem Jahr 2016 verglich jedoch isotrope und anisotrope kosmologische Modelle mit Daten von WMAP und Planck und fand keine Hinweise auf Anisotropie. Der Begriff „Axis of Evil“ ist eine humorvolle Anspielung auf das politische Schlagwort „Achse des Bösen“,  da die Existenz einer solchen Achse in der Hintergrundstrahlung die Validität des Standardmodells der Kosmologie bedroht.

## Übersicht
Die Strahlungssignatur der kosmischen Mikrowellenhintergrundstrahlung bietet einen direkten großräumigen Überblick über das Universum. Anhand dieser Informationen lässt sich feststellen, ob unsere Position oder Bewegung eine besondere Bedeutung hat. Die Analyse der Ergebnisse der Wilkinson Microwave Anisotropy Probe (WMAP) und der Planck-Mission, die sowohl erwartete als auch unerwartete Anisotropien in der CMB zeigt, hat viel Aufmerksamkeit auf sich gezogen. Die Bewegung des Sonnensystems und die Ausrichtung der Ebene der Ekliptik stimmen mit Merkmalen des Mikrowellenhimmels überein, die offenbar durch Strukturen am Rand des beobachtbaren Universums verursacht werden. Insbesondere in Bezug auf die Ekliptikebene ist die „obere Hälfte“ der CMB etwas kühler als die „untere Hälfte“; Darüber hinaus liegen die Quadrupol- und Oktupol-Achsen nur wenige Grad auseinander und verlaufen entlang der Trennlinie zwischen oben und unten.
Lawrence Krauss wird in einem Edge.org-Artikel von 2006 wie folgt zitiert:

„The new results are either telling us that all of science is wrong and we're the center of the universe, or maybe the data is simply incorrect, or maybe it's telling us there's something weird about the microwave background results and that maybe, maybe there's something wrong with our theories on the larger scales.“

„Die neuen Ergebnisse zeigen uns entweder, dass die gesamte Wissenschaft falsch ist und wir der Mittelpunkt des Universums sind, oder dass die Daten schlichtweg falsch sind. Oder sie zeigen uns, dass an den Ergebnissen der Mikrowellenhintergrundstrahlung etwas Seltsames ist und dass unsere Theorien auf größeren Skalen möglicherweise nicht stimmen.“

## Beobachtungen
Es wurden einige Anomalien in der Hintergrundstrahlung gemeldet, die mit der Ebene des Sonnensystems ausgerichtet sind. Diese lassen sich durch das kopernikanische Prinzip nicht erklären und legen nahe, dass die Ausrichtung des Sonnensystems im Verhältnis zur Hintergrundstrahlung des Universums eine besondere ist. Land und Magueijo nannten diese Ausrichtung 2005 aufgrund der Auswirkungen auf aktuelle Modelle des Kosmos die „Achse des Bösen“, wobei mehrere spätere Studien systematische Fehler bei der Erhebung dieser Daten und ihrer Verarbeitung zeigten. Verschiedene Untersuchungen der CMB-Anisotropiedaten bestätigen entweder das kopernikanische Prinzip, modellieren die Ausrichtungen in einem nicht-homogenen Universum, das immer noch mit dem Prinzip übereinstimmt, oder versuchen, sie als lokale Phänomene zu erklären. Einige dieser alternativen Erklärungen wurden von Copi et al. diskutiert, die behaupteten, dass Daten vom Planck-Satelliten könnten wichtige Erkenntnisse darüber liefern, ob die bevorzugte Richtung und Ausrichtung falsch waren. Zufall ist eine mögliche Erklärung. Der leitende Wissenschaftler des WMAP, Charles L. Bennett, vermutete, dass Zufall und menschliche Psychologie eine Rolle spielten: „Ich glaube, es gibt einen gewissen psychologischen Effekt; Menschen wollen ungewöhnliche Dinge finden.“
Daten des Planck-Weltraumteleskops aus dem Jahr 2013 haben seitdem stärkere Beweise für die Anisotropie geliefert. „Ein Teil der Community hoffte lange, dass dieses Problem verschwinden würde, aber das ist nicht der Fall“, erklärt Dominik Schwarz von der Universität Bielefeld.
2015 herrschte kein Konsens über die Natur dieser und anderer beobachteter Anomalien und ihre statistische Signifikanz ist unklar. So zeigt etwa eine Studie, die die Ergebnisse der Planck-Mission einbezieht, wie Maskierungstechniken zu Fehlern führen können, die bei Berücksichtigung dazu führen können, dass mehrere Anomalien, darunter die Achse des Bösen, statistisch nicht signifikant sind. Eine Studie aus dem Jahr 2016 verglich isotrope und anisotrope kosmologische Modelle mit WMAP- und Planck-Daten und fand keine Hinweise auf Anisotropie.